# Kratiai Szent Ábrahám
Kratiai Szent Ábrahám vagy Szent Abraamiosz (474 – 557. december 6.) katolikus szent.
A szíriai Emeszában (mai nevén Homszban) született. Már fiatalon belépett a város egyik monostorába. 492-ben arab törzsek támadták meg a várost, ezért a közösségnek menekülnie kellett. Abraamiosz és mestere Konstantinápoly egyik külvárosi monostorában leltek menedéket, ahol Abraamioszt a gondnoki teendők végzésével bízták meg. Hamarosan meghívták a Fekete-tenger melletti Kratia város monostorának vezetésére, ahol a város püspöke, Platón, 497-ben pappá szentelte. Abraamioszt egyre népszerűbb lett, emiatt sok fiatal lett a monostor lakója. 510-ben Jeruzsálembe zarándokolt, ahol hosszú ideig időzött, mígnem Szabbai Szent Szabbász felvette az Eudoxia monostorba. A kratiai püspök egy nemesifjút küldött utána, hogy visszatérésre bírja, azonban az ifjúra akkora hatást tett Abraamiosz és a monachusok élete, hogy maga is felvételét kérte a jeruzsálemi közösségbe. Később Abraamiosz mégis visszatért Kratiába, ahol Platón halála után, 516-ban püspökké választották. Az egyházmegyét 15 éven át vezette, majd 531 körül lemondott minden tisztségéről, hajót bérelt, és visszatért Palesztinába, az Eudoxia monostorba. A nagyböjtöket magányosan imádkozta végig a Holt-tenger partján, s később az anakhoréták közösségében töltött el mintegy nyolc évet. Életét Szküthopoliszi Cirill munkájából ismerjük, amely eredetileg görög nyelven íródott, de később lefordították latinra és arabra.